# Tatjana Alexejewna Schuk
Tatjana Alexejewna Schuk, verh. Schesternjowa, Sokolowa (russisch Татьяна Алексеевна Жук (Шестернёва, Соколова); englisch Tatyana Zhuk; * 1. Januar 1946 in Leningrad, Russische SFSR, Sowjetunion; † 21. März 2011 in Orechowo-Sujewo, Oblast Moskau) war eine russische Eiskunstläuferin, die im Paarlauf für die Sowjetunion startete.

## Leben
Von 1960 bis 1964 war ihr Eiskunstlaufpartner Alexander Gawrilow und von 1965 bis 1968 Alexander Gorelik.
Mit Gawrilow wurde Schuk 1960 sowjetische Meisterin im Paarlauf. Im gleichen Jahr bestritt das Paar seine erste Europameisterschaft und beendete sie auf dem zehnten Platz. 1963 gewannen Schuk und Gawrilow sowohl bei der Europameisterschaft wie auch bei ihrer ersten Weltmeisterschaft die Bronzemedaille, beide Male hinter Marika Kilius und Hans-Jürgen Bäumler und ihren Landsleuten Ljudmila Beloussowa und Oleg Protopopow. Auch im Jahr darauf wiederholte sich das gleiche Ergebnis bei der Europameisterschaft. Bei der Weltmeisterschaft 1964 konnten sie das Ergebnis jedoch nicht wiederholen und wurden Sechste. Die Olympischen Spiele in Innsbruck beendeten sie auf dem fünften Platz.
Mit Alexander Gorelik gewann Schuk 1965 auf Anhieb die Bronzemedaille sowohl bei der Europameisterschaft wie auch der Weltmeisterschaft, beide Male bei Siegen von Beloussowa und Protopopow. 1966 verbesserten sich Schuk und Gorelik und wurden in Bratislava Vize-Europameister und in Davos Vize-Weltmeister hinter ihren Landsleuten. Das gleiche Ergebnis erzielten sie bei ihrem letzten Auftritt bei Weltmeisterschaften im Jahr 1968 in Genf und bei den Olympischen Spielen 1968 in Grenoble, wo sie die Silbermedaille hinter Beloussowa und Protopopow gewannen.
Im Jahr 1969 wurde Tatjana Schuk schwanger. Daraufhin beendete sie ihre Amateurkarriere zum Leidwesen von Alexander Gorelik.

## Familie
Tatjana Schuk ist die jüngere Schwester des dreimaligen Vize-Europameisters und erfolgreichen Eiskunstlauftrainers Stanislaw Schuk.
Sie war zweimal verheiratet. Von 1965 bis 1973 war sie mit dem Fußball-Nationalspieler Albert Schesternjow verheiratet und hatte mit ihm eine Tochter. In einer weiteren Ehe hatte sie noch eine Tochter.

## Ergebnisse

### Paarlauf
(mit Alexander Gawrilow)
| Wettbewerb / Jahr           | 1960 | 1961 | 1962 | 1963 | 1964 |
| --------------------------- | ---- | ---- | ---- | ---- | ---- |
| Olympische Winterspiele     |      |      |      |      | 5.   |
| Weltmeisterschaften         |      |      |      | 3.   | 6.   |
| Europameisterschaften       | 10.  |      |      | 3.   | 3.   |
| Sowjetische Meisterschaften | 1.   |      | 2.   | 2.   |      |

(mit Alexander Gorelik)
| Wettbewerb / Jahr           | 1965 | 1966 | 1967 | 1968 |
| --------------------------- | ---- | ---- | ---- | ---- |
| Olympische Winterspiele     |      |      |      | 2.   |
| Weltmeisterschaften         | 3.   | 2.   |      | 2.   |
| Europameisterschaften       | 3.   | 2.   |      |      |
| Sowjetische Meisterschaften |      | 2.   |      |      |